# A Social Grace
| Recensione   | Giudizio |
| ------------ | -------- |
| Metal Hammer |          |

A Social Grace è il primo album in studio del gruppo musicale statunitense Psychotic Waltz, pubblicato nel 1990 dalla Sub-Sonic negli Stati Uniti d'America e dalla Rising Sun Productions in Germania.

## Descrizione
Finanziato attraverso i concerti e il merchandise, l'album è spesso reputato uno dei migliori esempi del progressive metal, mantenendo le caratteristiche tecniche e la complessità delle composizioni ma distinguendosi per alcuni elementi, tra cui il cantato suggestivo e il forte impatto sonoro; lo stile delle composizioni si avvicina a quello di Energetic Disassembly dei Watchtower. Il brano I Remember è caratterizzato dalla presenza del flauto suonato dal cantante Buddy Lackey, che l'ha dedicato "al suo maestro" Ian Anderson dei Jethro Tull.
Il disco è stato commercializzato nei formati CD, musicassetta e vinile, quest'ultimo caratterizzato dall'assenza dei brani Succesor, Only in a Dream e Spiral Tower. Nel 2004 la Metal Blade Records ha ristampato l'album in edizione CD all'interno di un box set di cartone contenente anche Mosquito; in questa versione A Social Grace include un DVD bonus che riporta i video dei brani Faded e My Grave (presenti su Bleeding del 1996) e un concerto registrato a San Diego nel 1991 tenuto per celebrare la realizzazione del disco. Per l'occasione anche la copertina è stata rinnovata, con una grafica curata da Travis Smith.
Nel 2011 l'album è stato inserito in formato doppio vinile all'interno della raccolta The Architects Arise: The First Ten Years, distribuito dalla Century Media Records.

## Tracce
Testi di Buddy Lackey.
1. ...And the Devil Cried – 5:43 (musica: Brian McAlpin, Dan Rock, Buddy Lackey)
2. Halo of Thorns – 5:32 (musica: Brian McAlpin, Dan Rock, Buddy Lackey)
3. Another Prophet Song – 5:28 (musica: Dan Rock, Buddy Lackey)
4. Succesor – 4:12 (musica: Brian McAlpin, Dan Rock, Buddy Lackey) – assente nell'edizione LP
5. In This Place – 4:10 (musica: Brian McAlpin, Ward Evans, Dan Rock, Buddy Lackey)
6. I Remember – 5:27 (musica: Buddy Lackey)
7. Sleeping Dogs – 1:34 (musica: Dan Rock)
8. I of the Storm – 4:33 (musica: Brian McAlpin, Dan Rock, Norm Leggio, Buddy Lackey)
9. A Psychotic Waltz – 6:12 (musica: Buddy Lackey, Brian McAlpin)
10. Only in a Dream – 3:36 (musica: Dan Rock, Brian McAlpin, Buddy Lackey) – assente nell'edizione LP
11. Spiral Tower – 6:00 (musica: Ward Evans, Norm Leggio, Dan Rock, Brian McAlpin, Buddy Lackey) – assente nell'edizione LP
12. Strange – 6:38 (musica: Dan Rock, Brian McAlpin, Buddy Lackey)
13. Nothing – 5:44 (musica: Dan Rock, Brian McAlpin, Buddy Lackey)

DVD bonus nella riedizione del 2004
1. Video Clip: Faded – 3:30
2. Video Clip: My Grave – 3:40
3. A Social Grace (CD Release Party Soma, San Diego 1991) – 27:51

## Formazione
Gruppo
- Ward Evans – basso, tamburello, arrangiamento
- Norman Leggio – batteria, percussioni africane, arrangiamento
- Brian McAlpin – chitarra solista, chitarra acustica, arrangiamento
- Dan Rock – chitarra solista, chitarra a sei e dodici corde, tastiera, vibraslap, arrangiamento, pianoforte (traccia 9)
- Buddy Lackey – voce principale, flauto, pianoforte, tastiera, chitarra acustica, arrangiamento

Produzione
- Psychotic Waltz – produzione
- Mike Harris – produzione, ingegneria del suono
- Rich Tompson – produzione esecutiva
- Mike Clift – grafica